# Межак, Пётр Каспарович
Пётр Каспарович Межак (латыш. Pēteris Mežaks; 18 февраля 1858 — 5 сентября 1941) — русский и латышский военный деятель, генерал-майор. Участник военных действий в Китае (1900—1901), русско-японской (1904—1905), Первой мировой и Гражданской войн. Награждён Георгиевским оружием.

## Послужной список
11.02.1878 — вступил в службу

5.04.1881 — прапорщик

30.08.1884 — подпоручик

17.11.1884 — зачислен в пограничную стражу и переименован в корнеты

30.08.1885 — поручик

30.08.1889 — штабс-ротмистр

30.08.1893 — ротмистр

6.12.1901 — подполковник

6.12.1905 — полковник

6.07.1915 — генерал-майор

## Биография
Из мещан. В службу вступил 11.02.1878. Окончил Рижское пехотное юнкерское училище (1881, 2-й разряд). Выпущен Подпоручиком (05.04.1881) в 115-й пехотный Вяземский полк. Переведен в ОТдельный корпус пограничной стражи (ОКПС; с 17.11.1884). Служил в Заамурском округе ОКПС. Участник похода в Китай 1900—1901 гг. Подполковник (пр. 06.12.1901).
Участник русско-японской войны 1904-05. На 01.05.1902 старший адъютант штаба Заамурского округа ОКПС.
Участник мировой войны. Генерал-майор (ст. 06.07.1915). На 02.1916 командир 1-й бригады 1-й Заамурской пограничной пехотной дивизии. За отличия командиром 2-го пограничного Заамурского пехотного полка награждён Георгиевским оружием (ВП 07.02.1916). На 10.07.1916 в том же чине и должности. Уволен со службы 24.10.1917.
Участник Белого движения на востоке России. 20.02.1919 назначен в распоряжение начальника 1-го военного района отдельной Восточно-Сибирской армии. Начальник 2-го военного района той же армии (с 24.02.1919). Генерал-губернатор Читы (?). Владел китайским и монгольским языками.
В эмиграции в Харбине, с 1922 г. почётный консул Латвии в Харбине. Оказал материальную поддержку в возведении памятника в Харбине японцам Оки и Ёкачаве. Затем жил в Латвии, почётный гражданин США.
Арестован 18.06.1941 г. в Риге как бывший царский генерал, помещён в Рижскую тюрьму, оттуда 10.07.1941 г. привезён в Вятлаг. Похоронен на братском кладбище 7-го лагпункта у озерца к юго-востоку от центра Вятлага, посёлка Лесной.

## Награды
- орден Св. Станислава 3-й степени (1889)
- орден Св. Анны 3-й степени (1891)
- орден Св. Станислава 2-й степени (1904)
- орден Св. Анны 2-й степени с мечами (1904)
- орден Св. Владимира 4-й степени (1905)
- орден Св. Владимира 3-й степени (1909)
- Георгиевское оружие (07.02.1916)

## Публикации и труды
Русско-китайский словарь-разговорник для солдат.